# Karanggede (Mirit)
Karanggede is een bestuurslaag in het regentschap Kebumen van de provincie Midden-Java, Indonesië. Karanggede telt 1398 inwoners (volkstelling 2010).